# Kalendarium powstania warszawskiego – 15 września

## 15 września, piątek
|  |
|  |

Oddziały niemieckie zostały wyparte z Pragi.
Po ciężkich walkach Niemcy zdobywają Sielce. Oddziały "Radosława" zostały zepchnięte w stronę Wisły. "Czekam na cud. Albo to, że czołgi zabiją wszystkich moich ludzi" - meldował dowódca zgrupowania. Nocą do brzegu przybiła łódź ze zwiadem zza rzeki i obietnicą, że jeszcze w nocy przez rzekę przeprawią się żołnierze Berlinga.
W londyńskiej „Tribune” ukazał się list Arthura Koestlera piszącego, że stosunek Rosji do powstania jest: jedną z największych hańb tej wojny, która to hańba, choć wykonana w nieco inny sposób, będzie oceniana przez przyszłego historyka tą samą miarą etyczną, co i Lidice.
Tego dnia na Czerniakowie zginął hm. kpt. Andrzej Romocki ps. „Morro”. Stefania Grzeszczak „Stefa”, łączniczka III plutonu „Felek”, zginęła pod gruzami na ulicy Wilanowskiej 1. Nieopodal statku Bajka zginął Andrzej Samsonowicz „Xiążę”. Pod gruzami na Mokotowie zginął Edward Loth, anatom i antropolog, doktor medycyny i filozofii, podczas powstania pełniący obowiązki chirurga w punkcie opatrunkowym. Na ul. Wilanowskiej 1 (Czerniaków) ranny w lewe ramię i łopatkę z potrzaskaniem kości zostaje por. Jan Rodowicz ps. „Anoda”. 
W Watykanie audiencja dla żołnierzy alianckich prowadzona przez papieża Piusa XII, który zwrócił się do Polaków w następujących słowach:

Serce Nasze zakrwawiło się wobec ruin waszej wielkiej stolicy Warszawy, w murach której rozegrała się jedna z najboleśniejszych – ale także jedna z najbardziej bohaterskich – tragedii całej historii waszego narodu.